# Alfabeto cirillico mongolo

La parola Mongolia in cirillico

L'alfabeto cirillico mongolo (in lingua mongola Монгол Кирилл үсэг, Mongol Kirill üseg o Кирилл цагаан толгой, Kirill tsagaan tolgoi) è un sistema di scrittura usato nel dialetto standard della lingua mongola nello stato moderno della Mongolia. Ha in gran parte un'ortografia fonemica, il che significa che vi è un certo grado di coerenza nella rappresentazione dei singoli suoni. Il cirillico non è stato adottato come sistema di scrittura nella Mongolia della Cina, che continua a utilizzare la tradizionale scrittura mongola.

## Storia
Il mongolo cirillico è il più recente dei tanti sistemi di scrittura della Mongolia. Si tratta di un alfabeto cirillico ed è pertanto simile, per esempio, all'alfabeto bulgaro e identico all'alfabeto russo tranne per i due caratteri aggiuntivi Өө ö e Үү ü.
Venne introdotto nel 1941 dalla Repubblica Popolare Mongola sotto influenza sovietica, dopo un breve periodo di uso dell'alfabeto mongolo latino. Dopo la rivoluzione democratica della Mongolia nel 1990, venne presa in considerazione la sostituzione del cirillico, ma poi la cosa non venne realizzata. Tuttavia, la scrittura mongola è diventata materia obbligatoria nella scuola primaria e secondaria e sta lentamente guadagnando popolarità. La scrittura mongola ha un andamento verticale molto particolare, e, a differenza di altre scritture, come la scrittura cinese, non può essere facilmente adattato ad un uso orizzontale, cosa che lo mette in posizione di svantaggio rispetto al cirillico per gli usi moderni. Così, il cirillico continua ad essere utilizzato nella vita quotidiana e su Internet.

## Descrizione
L'alfabeto cirillico usato in Mongolia è il seguente (con i suoni indicati tra parentesi):
| Pos. | Cirillico | Nome             | IPA            | ISO 9 | Romanizzazione standard (MNS 5217:2012) | Library of Congress |
| ---- | --------- | ---------------- | -------------- | ----- | --------------------------------------- | ------------------- |
| 1    | А а       | а                | a              | а     | а                                       | а                   |
| 2    | Б б       | бэ               | p, pʲ          | b     | b                                       | b                   |
| 3    | В в       | вэ               | w̜, w̜ʲ          | v     | v                                       | v                   |
| 4    | Г г       | гэ               | ɡ, ɡʲ, ɢ       | g     | g                                       | g                   |
| 5    | Д д       | дэ               | t, tʲ          | d     | d                                       | d                   |
| 6    | Е е       | е                | ji~jө          | e     | ye                                      | e                   |
| 7    | Ё ё       | ё                | jɔ             | ë     | yo                                      | ë                   |
| 8    | Ж ж       | жэ               | tʃ             | ž     | j                                       | zh                  |
| 9    | З з       | зэ               | ts             | z     | z                                       | z                   |
| 10   | И и       | и                | i              | i     | i                                       | i                   |
| 11   | Й й       | хагас и          | i              | j     | i                                       | ĭ                   |
| 12   | К к       | ка               | kʰ, kʲʰ, x, xʲ | k     | k                                       | k                   |
| 13   | Л л       | эл               | ɮ, ɮʲ          | l     | l                                       | l                   |
| 14   | М м       | эм               | m, mʲ          | m     | m                                       | m                   |
| 15   | Н н       | эн               | n, nʲ, ŋ       | n     | n                                       | n                   |
| 16   | О о       | о                | ɔ              | o     | o                                       | o                   |
| 17   | Ө ө       | ө                | ө~o            | ô     | ö                                       | ö                   |
| 18   | П п       | пэ               | pʰ, pʰʲ        | p     | p                                       | p                   |
| 19   | Р р       | эр               | r, rʲ          | r     | r                                       | r                   |
| 20   | С с       | эс               | s              | s     | s                                       | s                   |
| 21   | Т т       | тэ               | tʰ, tʰʲ        | t     | t                                       | t                   |
| 22   | У у       | у                | ʊ              | u     | u                                       | u                   |
| 23   | Ү ү       | ү                | u              | ü     | ü                                       | ü                   |
| 24   | Ф ф       | фэ, фа, эф       | f, pʰ          | f     | f                                       | f                   |
| 25   | Х х       | хэ, ха           | x, xʲ          | h     | kh                                      | kh                  |
| 26   | Ц ц       | цэ               | tsʰ            | c     | ts                                      | ts                  |
| 27   | Ч ч       | чэ               | tʃʰ            | č     | ch                                      | ch                  |
| 28   | Ш ш       | ша, эш           | ʃ              | š     | sh                                      | sh                  |
| 29   | Щ щ       | ща, эшчэ         | (ʃt͡ʃ)          | ŝ     | sh                                      | shch                |
| 30   | Ъ ъ       | хатуугийн тэмдэг | none           | ʺ     | i                                       | ı                   |
| 31   | Ы ы       | эр үгийн ы       | i              | y     | y                                       | y                   |
| 32   | Ь ь       | зөөлний тэмдэг   | ʲ              | ʹ     | i                                       | i                   |
| 33   | Э э       | э                | e~i            | è     | e                                       | ê                   |
| 34   | Ю ю       | ю                | jʊ, ju         | û     | yu                                      | iu                  |
| 35   | Я я       | я                | ja             | â     | ya                                      | ia                  |

La Үү e Өө sono talvolta scritte anche Її (o Vv) e Єє rispettivamente, usando software russi o tastiere che non li supportano.
Le vocali lunghe iniziali e quelle piene non iniziali sono scritte con doppie vocali, mentre le iniziali vocali brevi e non iniziali sono scritte con lettere singole. Al contrario, ogni vocale, tranne у e ү possono anche rappresentare schwa e zero nelle non-prime sillabe. La palatalizzazione è indicata da и (i), dal segno debole ь (') o е (ye), ё (yo), я (ya) e ю (yu) dopo la consonante palatizzata. Queste ultime lettere sono pronunciate senza [j] in quella posizione. Щ non è mai usta in mongolo ma solo in parole russe che contengono le lettere. La pronuncia reale in prestito dai mongoli monolingui è sconosciuta. La differenza tra [e~i] può essere dialettale, la differenza tra ө~o è posizionale.
/ɡ/ e /ɢ/ sono entrambe indicate dalla lettera г (g), ma il valore fonetico di questa lettera è per lo più prevedibile.